# Castell de Borró
El castell de Borró és una fortalesa d'origen musulmà que es troba en el terme de Ròtova (la Safor, València), sobre la penya de Borró, a 240 msnm.És bé d'interés cultural amb registre ministerial RI-51-0010922 de 5 de novembre de 2002.Forma part de la ruta PR-CV 100

## Descripció
La fortalesa de Borró s'alça flanquejada pel barranc d'Atanasi o de les Galeries a l'oest i el Barranc Blanc a l'est. L'accés al castell es fa pel vessant sud-est, que dona al barranc Blanc, relativament més accessible. El que queda a principis del segle xxi són les restes de la fortificació. Es un recinte tipus albacar amb una torre redona de maçoneria dotada d'una gran espitllera que vigila la senda d'accés. Del costat nord d'eixa torre, naix cap a l'est un llenç de muralla, mig derrocada. Pel costat oriental s'accedia mitjançant una torre quadrada, de tàpia i amb una altura de menys de tres metres. La muralla continua cap a l'est seguint el relleu i aprofitant la defensa natural proporcionada pel penya-segat. A l'est de la penya es troben els fonaments d'una torre quadrada de la qual no queda res. La fortalesa disposava d'aljubs. Tot el conjunt té una superfície de 3.700 m ².

## Història

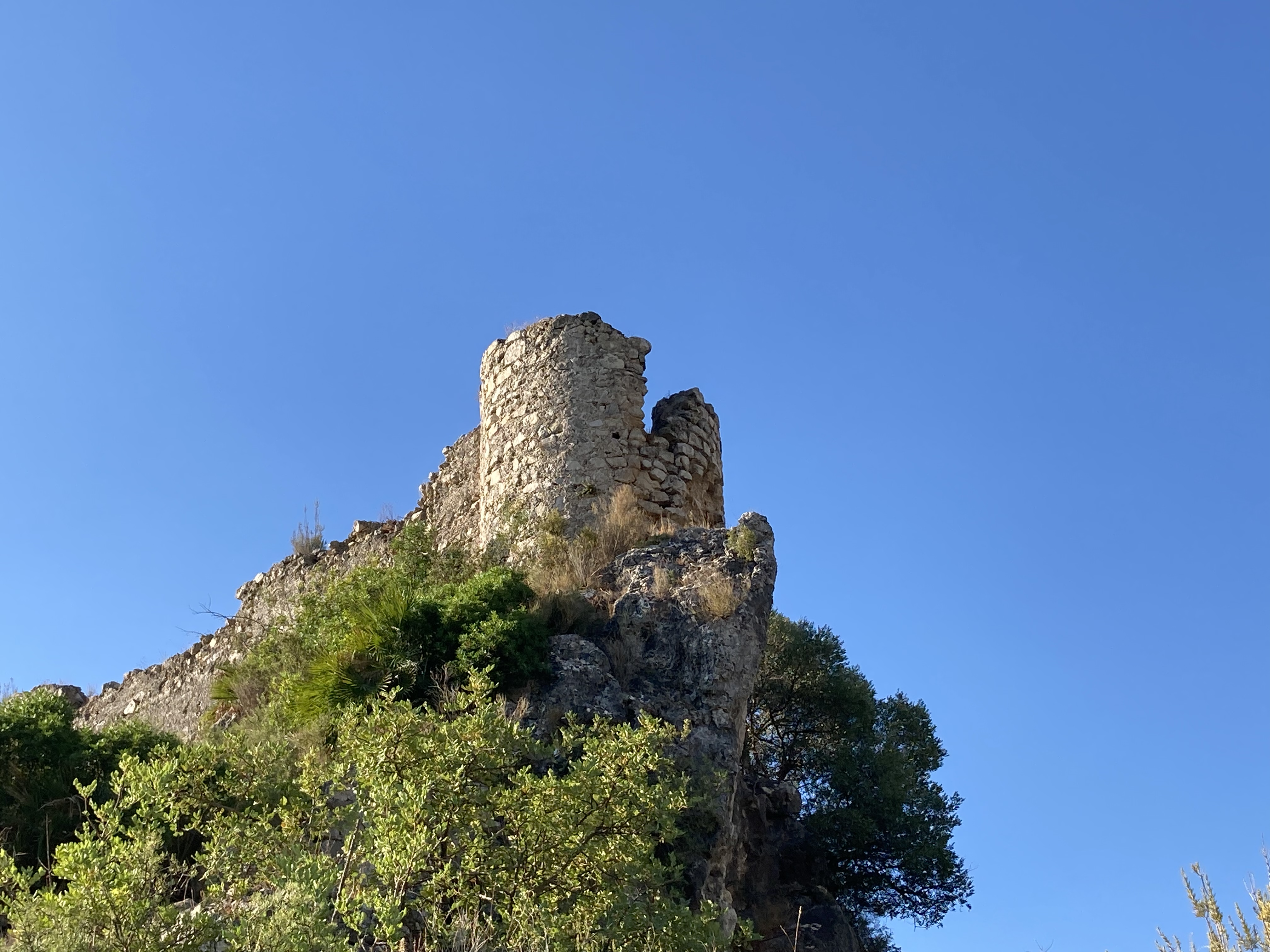
Torre del Castell

Tot el recinte es de l'època andalusina, a excepció d'una sèrie d'intervencions de l'època feudal, que es limiten a una torre rodona i les dependències adjacents a la cisterna principal.  A la penya del Borró s'han trobat restes ibèriques dels segles iv i v aC i romanes tardanes de la segona meitat del segle iii i IV dC, sobre les quals els musulmans edificaren el castell durant els segles X i XI. Les primeres notícies sobre el castell apareixen en la Crònica de Jaume I, on se li vincula amb li castell de Bairén, tal com succeïa amb els castells de Palma, Vilella i Villalonga. La fortalesa va ser conquistada pels cristians el 26 de març de 1261 i tingué un cert paper durant la revolta d'Al-Azraq, després de la qual va quedar sense ús. El 1277 fou donat en feu a Joan de Pròixida esdevingué cap d'un dels quatre termes el més occidental en què fou dividit el ducat de Gandia en ésser creat el 1399. Aviat se'n separà el terme d’Almiserà.
El nom de Borró li ve al castell del cobrament de la rutba, del dret de borra o de [borrón] –vocable mossàrab, potser perquè allí s'hauria de guardar en cas de perill la recaptació de la rutba, bé fora en diners o en matèria primera, és a dir, en borró.
Borró participà en la rendició que l'agost de 1239 realitzà Bairén davant l'avenç de les tropes de Jaume I. És un dels castells, tal com es diu en la crònica, "forts i de roca". El 1277 Borró forma part del terme de Palma de Gandia.